# Dirhinus secundarius
Dirhinus secundarius är en stekelart som beskrevs av Masi 1933. Dirhinus secundarius ingår i släktet Dirhinus och familjen bredlårsteklar.
Artens utbredningsområde är Taiwan. Inga underarter finns listade i Catalogue of Life.